# Dave Kushner
Pour les articles homonymes, voir Kushner.
Dave Kushner est un guitariste américain né le 16 novembre 1966.

## Biographie
Il est connu pour faire partie du supergroupe de hard rock Velvet Revolver. Il a aussi fait partie du groupe Wasted Youth et a joué durant quelques mois au sein de Danzig. Il est aussi, aux côtés de Robert Trujillo (bassiste de Metallica), un de ceux qui ont popularisé les instruments Fernandes.
Il a participé à la bande originale de la série américaine "Sons Of Anarchy" intitulée "This Life".